# Ariocarpus agavoides

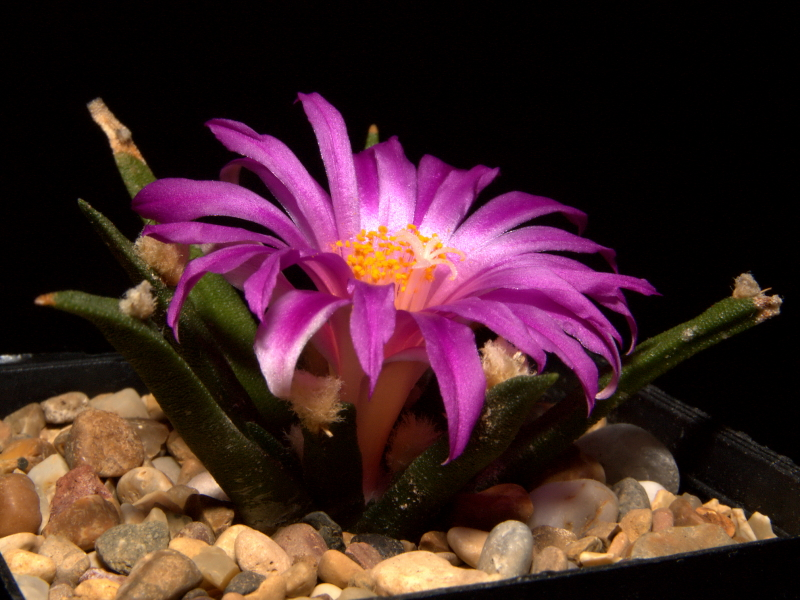
Kwiat Ariocarpus agavoides

Ariocarpus agavoides (Castañeda) E.F.Anderson – gatunek sukulenta z rodziny kaktusowatych. Występuje w Meksyku (Tamaulipas, San Luis Potosí).

## Morfologia
PokrójKulisty.
ŁodygaPęd o średnicy do 5 cm, jego większa część znajduje się pod ziemią. Część nadziemna podzielona na liczne, wąskie brodawki, długości ok. 3 cm. Areole wyrastają w niewielkiej odległości od szczytu brodawki, wełniste.
KwiatyCzerwonofioletowe, o średnicy do 5 cm. Wyrastają z areoli młodych, szczytowych  brodawek.

## Zagrożenia
Roślina umieszczona przez IUCN w Czerwonej księdze gatunków zagrożonych jako narażona na wymarcie (kategoria zagrożenia VU). Za główne zagrożenie uznano nielegalne pozyskiwanie z naturalnych stanowisk w celach hodowlanych.

## Zastosowanie
Roślina ozdobna – gatunek dość trudny w uprawie, najczęściej szczepiony na podkładkach (np. Myrtillocactus geometrizans). W Europie sprzedaż gatunków rodzaju Ariocarpus jest nielegalna.